# You Let Me Walk Alone
«You Let Me Walk Alone» (en español: Tú me dejaste caminar solo) es una canción escrita e interpretada por el cantante alemán Michael Schulte. La canción representó a Alemania en el Festival de la Canción de Eurovisión 2018.